# Collegium Prijs

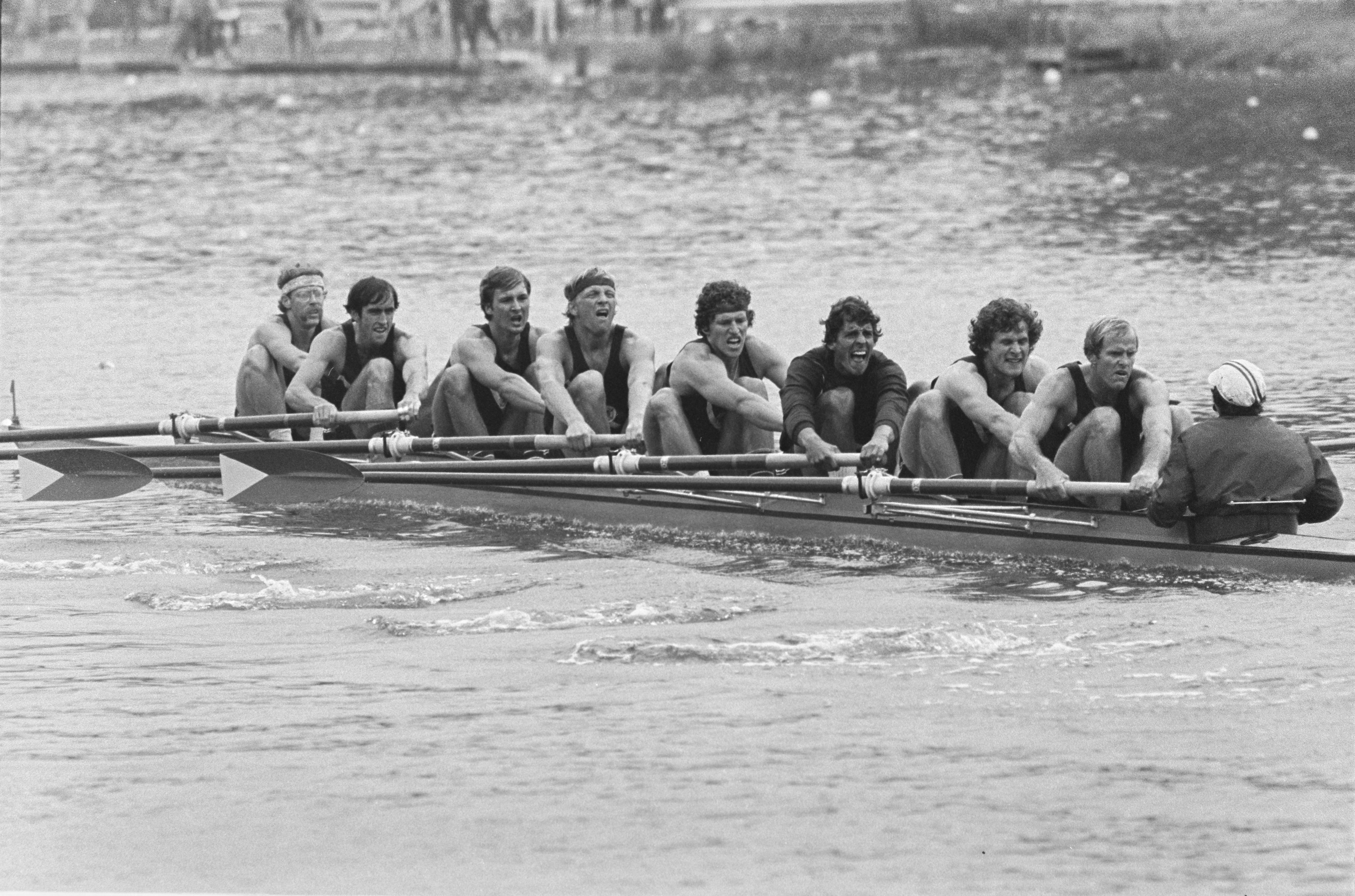
Team USA-Rowing in de laatste halen voor de glorieuze overwinning op de Bosbaan. Deze olympisch-medaille waardige acht gaf, ingevolge van de boycot van de Olympische spelen in Moscow 1980 haar visitekaartje af tijdens de collegiumsprijs op de Koninklijke/Holland Beker wedstrijden. (Foto: S. van Groningen)

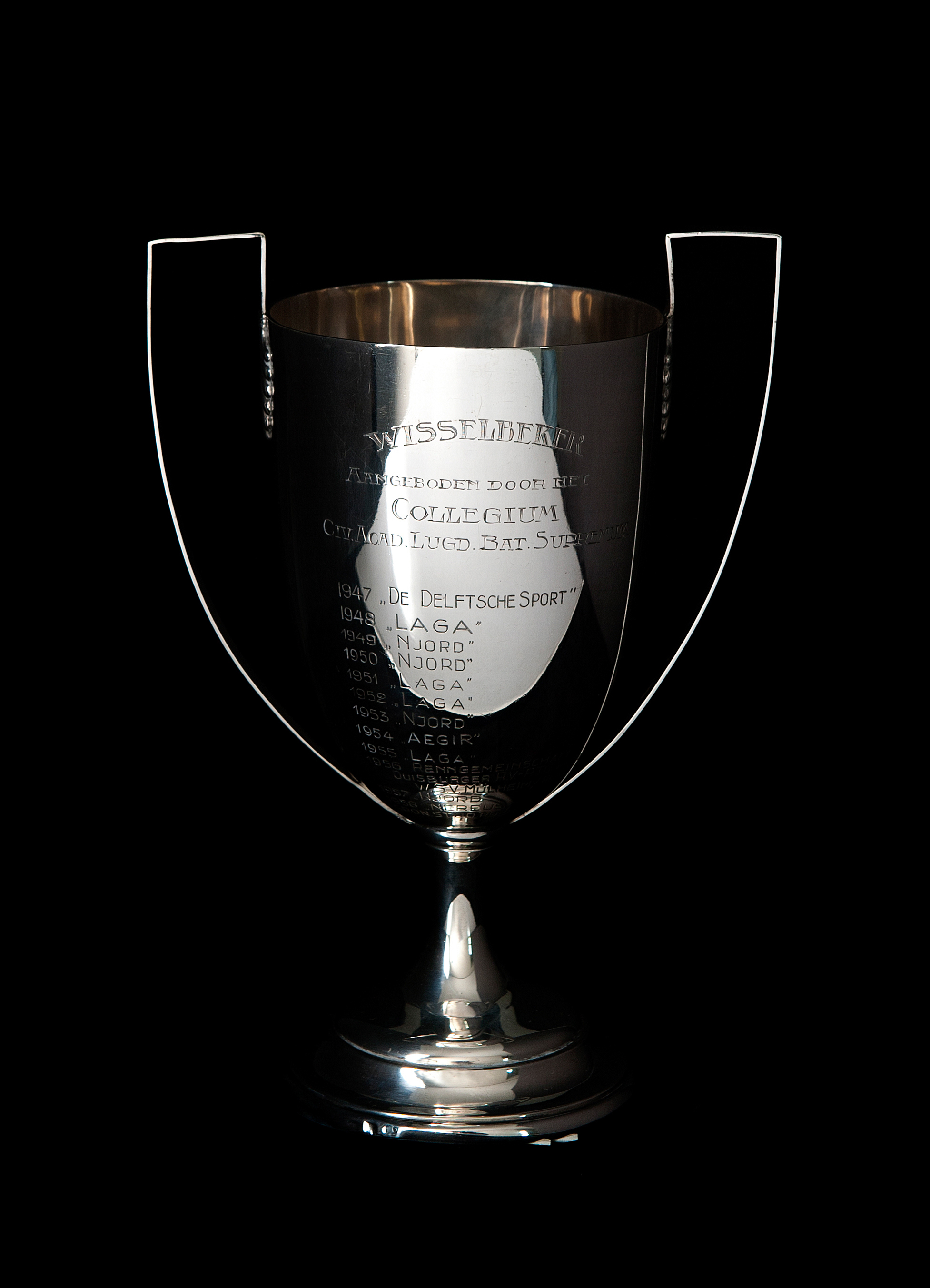
Collegium prijs voor het nummer Heren Senior A acht met stuurman op de wedstrijden van de Koninklijke/Hollandbeker (Afmeting 21.5 cm; diameter 10cm, 455 gram) Foto: Tom Haartsen

De Collegium Prijs is een zilveren wisselbeker ingesteld in 1947 door het Collegium Civitatis Academicae Lugduno-Batavae Supremum (het Collegium, of wel het bestuur van de Leidse studentenvereniging Minerva t.g.v. het 100 jarig bestaan van de Koninklijke Nederlandsche Zeil- en Roeivereeniging (KNZ&RV). De glad model beker met oren met palmet aanzet is blijkens een aanwezig Nederlands keurteken gemaakt in 1926. De beker werd ter beschikking gesteld ten behoeve van het nummer roeien heren senior-A acht (boordroeien, open klasse dat wil zeggen zonder gewichts- of leeftijds beperking) met stuurman op de internationale wedstrijden van de Koninklijke/Hollandbeker, vrijwel altijd op de Bosbaan in Amstelveen. De wedstrijd wordt zij aan zij verroeid op de zes-ploegen roeibaan over de olympische afstand: 2000 meter. Bij meer dan 6 inschrijvingen volgt plaatsing in de finale na voorwedstrijden. De wedstrijden worden meestal verroeid het weekeinde voor de Henley Royal Regatta, waardoor internationale ploegen die meedingen om de eveneens zeer prestigieuze wedstrijd om de zgn. Grand Challenge Cup op de Henley Royal Regatta al het weekeinde daarvoor strijden om de Collegium Prijs. De prijs wordt gewoonlijk uitgereikt aan de winnaar door de Praeses Collegii. De historische beker is in bezit van de Holland Beker Wedstrijd Vereeniging. Voor de winnaars van 1980 (team USA) had de wedstrijd een bijzondere betekenis: Door de boycot van de Olympische Zomerspelen 1980 was het hun internationale ouverture.
De prijs kent een groot aantal internationale winnaars van wereldklasse waaronder:
- 1947: De Delftsche Sport (DDS)
- 1948: D.S.R.V. Laga
- 1949 S.R.V. Njord
- 1950 S.R.V. Njord
- 1951 D.S.R.V. Laga
- 1952: D.S.R.V. Laga
- 1953: S.R.V. Njord
- 1954: G.S.R Aegir
- 1955: D.S.R.V. Laga
- 1979: Fédération Française d'aviron
- 1980: Team USA-Rowing
- 1981: Yale (USA)
- 1982: Leander club (GBR)
- 1983: Berlin RG (Deutschland)
- 1984: Dynamo (USSR)
- 1985: D.S.R.V. Laga/ K.S.R.V. Njord combinatie
- 1986: Dynamo Leningrad (USSR)
- 1987: A.R.A. (GBR)
- 1988: Cadbury Rowing club (Aus)
- 1989: Berlin/Rostock/Magdenburg/Leipzig (Deutschland)
- 1990: Canadian Amateur Rowing Association (Can)
- 1991: A.S.R. Nereus
- 1993: Holland acht
- 1994: RIC/Euros/R.S.V.U. Okeanos/proteus/de Hoop/ASR Nereus (Holland acht)
- 1995: KNRB 1
- 1996: KNRB
- 1997: Rowing Australia (Aus)
- 1998: Rowing Australia (Aus)
- 1999: KNRB
- 2000: KNRB
- 2003: G.S.R. Aegir/ASR Nereus/A.A.S.R.Skoll/Euros/Gyas/R.S.V.U. Okeanos/Saurus
- 2004: KNRB
- Reinier Nijman, Praeses Collegii met daarachter Ties Maas, Ab-actis Collegii reiken op traditionele wijze de Collegium prijs wisselbeker uit aan de winnaars van 2024.2006: KNRB 1
- 2007: A.R.A. (GBR)
- 2008: KNRB 2
- 2009:  KNRB
- 2010: KNRB 1
- 2011: KNRB
- 2012: KNRB
- 2013: KNRB
- 2014: Team USA-Rowing (USA)

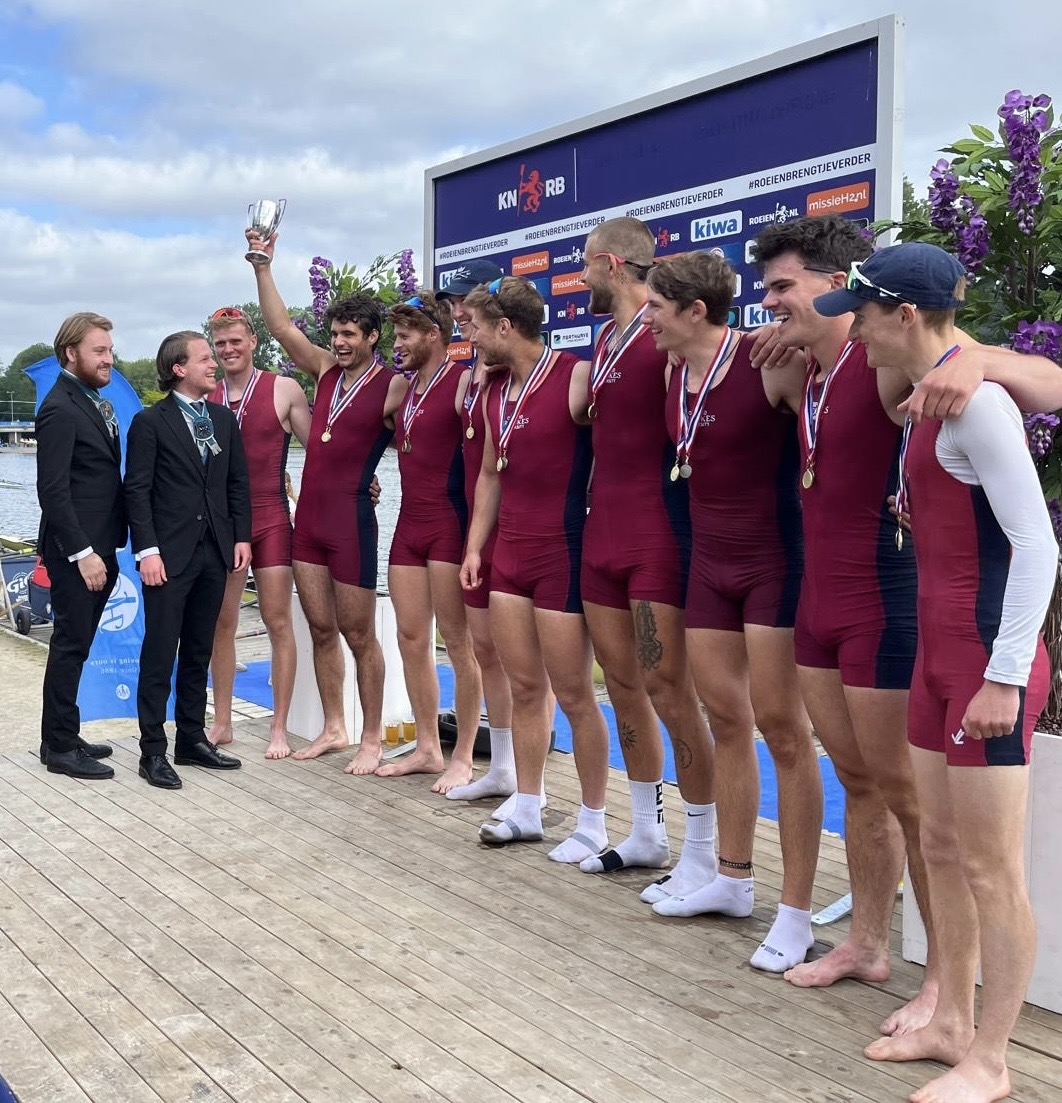
Reinier Nijman, Praeses Collegii met daarachter Ties Maas, Ab-actis Collegii reiken op traditionele wijze de Collegium prijs wisselbeker uit aan de winnaars van 2024.

- 2015: Canadian Amateur Rowing Association (Can)
- 2016: Leander club (GBR)
- 2017: KNRB 3
- 2018: Vidar/Skadi/Gyas/A.A.S.R.Skøll
- 2019: British Rowing (GBR)
- 2023: Theta/A.A.S.R.Skoll/ASR Nereus/Vidar/Jason/R.S.V.U. Okeanos/D.S.R.V. Laga (Holland acht)
- 2024: Oxford Brookes University Boat Club/ K.S.R.V Njord / Oxford University
- 2025: Skoll/Willem III/Phocas/Orca